# 徳永真一郎
徳永真一郎（とくなが しんいちろう、1914年6月1日 - 2001年12月5日）は、歴史小説家。元毎日新聞編集局参与。本名は德永眞一。地域的には主に近江を舞台に、時代的には戦国時代および幕末を舞台に、歴史上の人物を描写した作品を発表し続けた。

## 経歴
香川県綾歌郡飯山町（現在の丸亀市）に生まれる。旧制高松中学校（現、香川県立高松高等学校）を卒業。
1940年に毎日新聞社入社。毎日新聞社鳥取支局長、大津支局長、学生新聞編集部長などの職を歴任した。学生新聞編集部に在籍中に連載した「少年三国志」が東映から映画化された。
1964年（昭和39年）に吉川英治賞を受賞。1969年（昭和44年）に55歳で退職。1971年（昭和46年）から1975年（昭和50年）までの4年をびわ湖放送局で常務の職にあった。2001年肺炎のため死去。享年87。

## 著書
- 『長野主膳斬首』 光風社 1964年
- 『近江歴史散歩 信長・秀吉・家康』 創元社 1966年
- 『大津史跡行脚』 白川書院 1970年
- 『瀬田の唐橋』 牧書店 1971年 (新少年少女教養文庫)
- 『堺歴史散歩 南蛮貿易と町人文化』 創元社 1971年
- 『柳生家の秘密』 白川書院 1971年
- 『近畿歴史探訪』 新人物往来社 1972年
- 『城下町膳所 石鹿フォトクラブ』 1972年
- 『山陰歴史散歩 因幡・伯耆・出雲・石見』 創元社 1972年
- 『寺田屋お登勢日記』 新人物往来社 1973年 「寺田屋おとせ」光文社文庫
- 『新浅井三代記 近江源氏太平記より』 白川書院 1973年 「近江源氏太平記」毎日新聞社
- 『歴史の旅西国三十三札所 付・小豆島八十八札所』 十河信善共著 秋田書店 1973年
- 『井伊直弼-物語と史蹟をたずねて』成美堂出版、1974年10月
- 『近江源氏の系譜-佐々木・六角・京極の流れ』創元社、1975年
- 『聖徳太子-物語と史跡をたずねて』成美堂出版、1975年 のち文庫
- 『讃岐歴史散歩 青い国-香川の盛衰』 十河信善共著 創元社 1976年
- 『滋賀県人 日本人国記』 新人物往来社 1976年
- 『吉田松陰-物語と史跡をたずねて』成美堂出版、1976年 のち文庫
- 『太平記物語-物語と史蹟をたずねて』成美堂出版、1977年4月
- 『大阪歴史散歩 なにわ・摂津・河内・和泉』 創元社 1977年5月
- 『近江美術の表情』 白川書院 1978年6月
- 『柳生宗矩-物語と史跡をたずねて』成美堂出版、1978年10月 のち文庫
- 『影の大老』毎日新聞社、1978年 のち光文社文庫 （長野主膳）
- 『幕末列藩流血録』毎日新聞社、1979年11月 のち光文社文庫
- 『淀君』 光風社出版 1980年5月 のち光文社文庫
- 『明治叛臣伝』毎日新聞社、1981年1月 のち光文社文庫
- 『戦国の近江』歴史図書社 1981年9月
- 『幕末閣僚伝』毎日新聞社、1982年3月 のちPHP文庫
- 『明治の逆徒』毎日新聞社、1982年12月
- 『燃ゆる甲賀-日のべ十万日・甲賀一揆』光風社出版、1982年1月
- 『家康・十六武将』毎日新聞社、1983年2月 のちPHP文庫
- 『近江の武将 架空対談』 サンブライト出版 1983年6月
- 『琵琶湖に命かけて-治水に挑んだ庄屋三代の苦闘』国際情報社、1983年10月
- 『徳川歴代将軍の本音 現代記者がインタビュー』オール出版、1983年
- 『明智光秀』青樹社、1983年 のちPHP文庫
- 『家光・十一名臣』 毎日新聞社 1984年2月
- 『石田三成』青樹社、1985年3月 のちPHP文庫
- 『享保の二人-吉宗と越前』毎日新聞社、1985年12月 「徳川吉宗」PHP文庫
- 『東福門院和子』毎日新聞社、1986年12月 のち光文社文庫
- 『豊臣秀吉』青樹社、1986年 『太閤秀吉』徳間文庫
- 『影の人藤堂高虎』毎日新聞社、1987年9月 『藤堂高虎』PHP文庫
- 『毛利元就』青樹社、1987年11月 のち光文社文庫
- 『影の将軍』光文社文庫、1988年10月 （細川藤孝・細川忠興）
- 『天智天皇-物語と史蹟をたずねて』成美堂出版、1989年
- 『三代将軍家光』徳間文庫、1989年1月
- 『賎ケ岳七本槍』毎日新聞社、1989年3月 のちPHP文庫
- 『長宗我部元親』青樹社、1989年3月 のち光文社文庫
- 『大久保利通』光文社文庫、1989年7月
- 『黒田長政』光文社文庫、1989年10月
- 『浅井長政』光文社文庫、1990年4月
- 『忍の人・滝川一益』毎日新聞社、1990年5月 『滝川一益』PHP文庫
- 『島津義弘』青樹社、1990年8月 のち光文社文庫
- 『婆娑羅大名』光文社文庫、1990年10月 （佐々木道誉）
- 『後醍醐天皇』徳間文庫、1991年2月
- 『妖雲-戦国下剋上・三好長慶の生涯』青樹社、1992年10月 『三好長慶』光文社文庫
- 『乱れ官女』徳間文庫、1993年4月
- 『江戸妖女伝』徳間文庫、1995年5月